# Морские коньки
Морски́е коньки́ (лат. Hippocampus) — род небольших морских лучепёрых рыб семейства игловых отряда иглообразных. В состав рода включают от 54 до 57 видов.
Необычная форма тела конька напоминает шахматную фигурку коня. Многочисленные длинные шипы и лентообразные кожистые выросты, расположенные на теле конька, делают его незаметным среди водорослей и недоступным для хищников. Размеры разных видов морских коньков варьируются от 2 до 30 см. Интересная особенность морских коньков заключается в том, что у них потомство вынашивает самец.

## Среда обитания
Морские коньки живут в тропических и субтропических морях. Они ведут малоподвижный образ жизни, прикрепляясь гибкими хвостами к стеблям растений и меняя окраску тела, полностью сливаясь с фоном. Так они защищают себя от хищников и маскируются во время охоты за пищей. Питаются коньки мелкими рачками и креветками. Трубчатое рыльце действует как пипетка — добыча втягивается в рот вместе с водой.

## Анатомия
Его тело расположено в воде по вертикали, потому что плавательный пузырь расположен вдоль всего туловища и разделен перегородкой, отделяющей головную часть от остального туловища. Головной пузырь больше брюшного, что и обеспечивает коньку при плавании вертикальное положение.

## Происхождение
На основе анатомических, молекулярных и генетических исследований было выявлено, что морской конёк является сильно измененной рыбой-иглой. Окаменевшие останки морских коньков встречаются достаточно редко. Наиболее изучены окаменелости вида Hippocampus guttulatus (синоним — Hippocampus ramulosus) из формаций реки Мареккья (итальянская провинция Римини). Эти находки датированы нижним плиоценом (около 3 млн лет назад). Наиболее ранними окаменелостями морских коньков считаются два среднемиоценовых иглоподобных вида Hippocampus sarmaticus (англ.) и Hippocampus slovenicus (англ.), обнаруженные в Словении. Их возраст оценивается в 13 млн лет. По данным метода молекулярных часов, виды морских коньков и рыб-игл разделились в позднем олигоцене. Существует теория, что данный род появился в ответ на возникновение больших участков мелководий, которое было вызвано тектоническими событиями. Появление обширных отмелей привело к распространению водорослей, и, как следствие, животных, обитающих в данной среде.

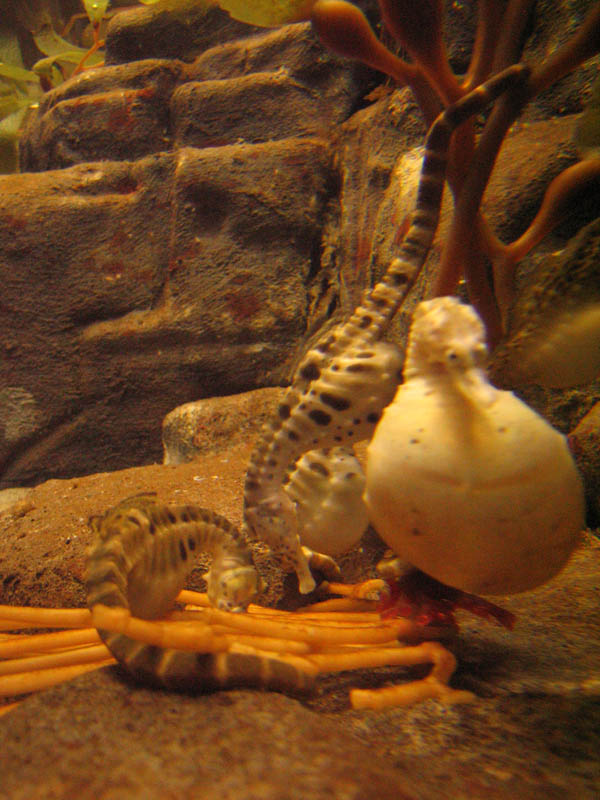
Самец морского конька, вынашивающий икру

## Размножение морских коньков
Морские коньки размножаются не так, как другие животные. В брачный период самец подплывает к самке, обе рыбки прижимаются друг к другу, и в этот момент самец широко открывает свой карман, а самка выбрасывает в него несколько икринок. В дальнейшем потомство у коньков вынашивает самец. Коньки — весьма плодовитые животные, и число вынашиваемых в сумке у самца зародышей колеблется от 2 до 1000 и более особей. Обычный морской конёк может прожить четыре-пять лет.
Морские коньки ориентируются по приливам и отливам, когда сильное течение может унести мальков. В сезон размножения мальки вылупляются каждые 4 недели. Сразу после рождения они предоставлены сами себе. Мальки одних видов движутся по течению, других — остаются на месте рождения.

## Сокращение численности
В наши дни морские коньки относятся к уязвимым видам — их численность сокращается. В Красную книгу занесено 30 видов рыб-коньков из 57, известных науке. Причин этому много, одна из них — массовый отлов коньков у берегов Таиланда, Малайзии, Австралии и Филиппин. Экзотический внешний вид рыб обрёк их на то, что люди используют их в качестве сувениров и подарков.
Спасает коньков от вымирания лишь большая плодовитость: некоторые виды производят на свет более тысячи малышей за один раз.

## Классификация
В составе рода выделяли 57 видов. После ревизии 2016 года в составе рода остался 41 вид. В последующем было описано ещё несколько новых видов:
- Hippocampus abdominalis Lesson, 1827
- Hippocampus alatus Kuiter, 2001
- Hippocampus algiricus Kaup, 1856
- Hippocampus angustus Günther, 1870
- Hippocampus barbouri Jordan & Richardson, 1908
- Hippocampus bargibanti Whitley, 1970
- Hippocampus biocellatus Kuiter, 2001
- Hippocampus bleekeri Fowler, 1907
- Hippocampus borboniensis Duméril, 1870
- Hippocampus breviceps Peters, 1869
- Hippocampus camelopardalis Bianconi, 1854
- Hippocampus capensis Boulenger, 1900
- Hippocampus comes Cantor, 1849
- Hippocampus coronatus Temminck & Schlegel, 1850
- Hippocampus dahli Ogilby, 1908
- Hippocampus debelius Gomon & Kuiter, 2009
- Hippocampus denise Lourie & Randall, 2003
- Hippocampus erectus Perry, 1810
- Hippocampus fisheri Jordan & Evermann, 1903
- Hippocampus fuscus Rüppell, 1838
- Hippocampus grandiceps Kuiter, 2001
- Длиннорылый морской конёк (Hippocampus guttulatus  Cuvier, 1829)[1]
- Hippocampus hendriki Kuiter, 2001
- Европейский морской конёк (Hippocampus hippocampus)[1]
- Hippocampus histrix Kaup, 1856
- Hippocampus ingens Girard, 1858
- Hippocampus japapigu Short, Smith, Motomura, Harasti & Hamilton, 2018[6]
- Hippocampus jayakari Boulenger, 1900
- Hippocampus jugumus Kuiter, 2001
- Hippocampus kampylotrachelos Bleeker, 1854
- Hippocampus kelloggi Jordan & Snyder, 1901
- Жёлтый морской конёк (Hippocampus kuda)[1] Bleeker, 1852
- Hippocampus lichtensteinii Kaup, 1856
- Hippocampus minotaur Gomon, 1997
- Hippocampus mohnikei Bleeker, 1853
- Hippocampus montebelloensis Kuiter, 2001
- Hippocampus multispinus Kuiter, 2001
- Hippocampus planifrons P&ers, 1877
- Hippocampus procerus Kuiter, 2001
- Hippocampus queenslandicus Horne, 2001
- Hippocampus reidi Ginsburg, 1933
- Hippocampus satomiae Lourie & Kuiter, 2008
- Hippocampus semispinosus Kuiter, 2001
- Hippocampus sindonis Jordan & Snyder, 1901
- Hippocampus spinosissimus Weber, 1913
- Hippocampus subelongatus Castelnau, 1873
- Hippocampus taeniopterus Bleeker, 1852
- Hippocampus trimaculatus Leach in Leach & Nodder, 1814
- Hippocampus tyro Randall & Lourie, 2009
- Hippocampus whitei Bleeker, 1855
- Hippocampus zebra Whitley, 1964
- Hippocampus zosterae Jordan & Gilbert, 1882